# 遙控飛機

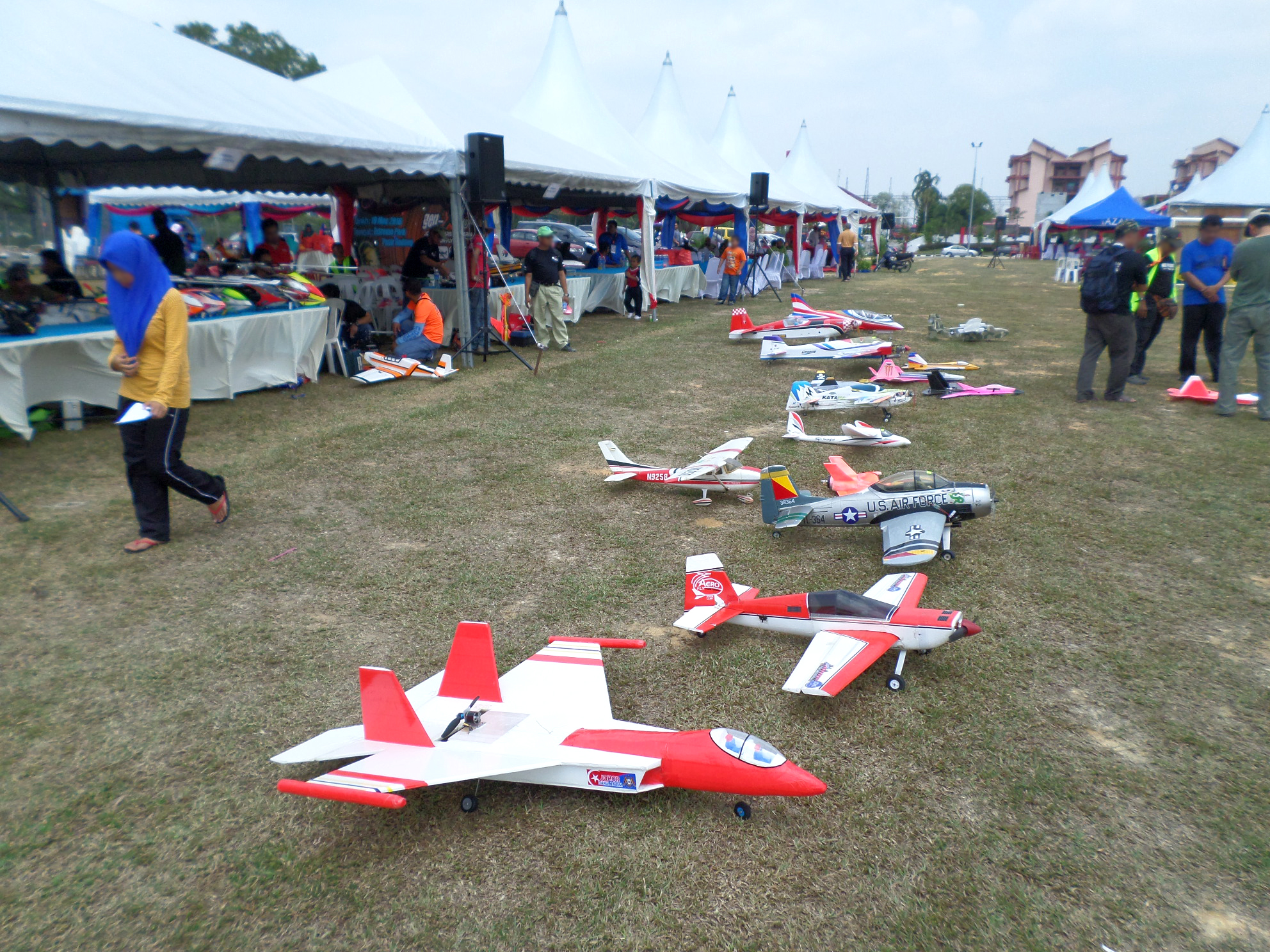
遙控飛機

遙控飛機是遙控操作的航空器，是一类無人飛行載具，通常指固定翼遙控模型，但广义上也包括各种受遥控器控制的旋翼航空器。控制方式通常為無線電波，某些遙控系統會使用紅外線，但極為少見。遙控飛機的動力有馬達或是小型引擎，亦有無動力的遙控滑翔機。
遙控飛機飛行原理與真實飛機完全相同，因此操控十分困難。市面上販售簡單的遙控飛機只能控制主翼兩邊馬達以調整方向，操作較為簡單。但是真正專業的愛好者所使用的遙控飛機，在各方面都是十分複雜的，可控制升降舵、方向舵、副翼、馬達或引擎等等。初學者通常需要一段時間才能熟悉如何操控、組裝及維修遙控飛機，並瞭解如何使用相關設備。

## 各部分零件

### 機體
遙控飛機機體常見的製作材料有巴沙木、塑膠、發泡聚丙烯（EPP）、保利龍、碳纖維、玻璃纖維及複合材料等。機體分類如下：
- 練習機：練習機是一種價位較低，適合初學用的飛機。
- 特技機：用於比賽用的飛機，有各種國際性的比賽。
- 競速機
- 仿真機：比例縮小的搖控飛機。
- 滑翔機：運用熱氣流原理爭取滯空時間的搖控飛機。

### 動力元件

#### 馬達
遙控飛機使用的馬達有直流無刷馬達（BLDC）和碳刷馬達兩種。碳刷馬達價格便宜，但是輸出馬力、效率和壽命較差。無刷馬達輸出馬力、效率和壽命接較碳刷馬達為佳，但價格較碳刷馬達高出許多。無刷馬達和碳刷馬達所使用之電子變速器不同。
模型用無刷馬達使用直流電源驅動，必須使用專用之馬達控制器（ESC，Electric Speed Controller），方可使無刷馬達轉動。且飛行器用直流無刷馬達，因初始負載極低關係，極適合使用無感測器型直流無刷馬達（Brushless BLDC Motor），因其無須感測器偵測轉子位置，使得馬達構造簡單、單價便宜，自2006年起，碳刷馬達幾乎已經退出遙控飛機飛機市場。

#### 電子變速器
電子變速器為受接收器控制，調整馬達轉速的設備。電子變速器有不同的電流規格碳刷馬達和無刷馬達使用的電子變速器不同。
无刷马达所用电子变速器之原理是将电池提供的直流电，通过脈波寬度调變（PWM）的方式来达到调节马达转速的功效。一般按照其電子零件（MOSFET）能承受的最大电流来划分级别。

#### 引擎
引擎動力遙控飛機使用引擎大致可分為：
1.木精引擎：單缸為主，主要燃料為木精（甲醇）。
2.汽油引擎：單缸及多缸，分為二行程及四行程兩種，除了有廠商專門製作外，也可使用割草機之引擎。
3.渦輪噴射引擎：運用渦輪噴射引擎原理製造而成，單價高，且對於散熱要求以及引擎監控有特殊要求，此類引擎曾發生墜毀後引發森林或建築物火災的意外，但是對於模仿現代戰機所製成的像真機來說，擬真度相當高。

#### 螺旋槳
遙控飛機使用的螺旋槳常見的材質有塑膠、木材、碳纖維數種。隨著所搭配的馬達或引擎和遙控飛機不同，有許多種不同的規格。

### 控制元件

#### 遙控器
俗稱發射，對於不同階段的遙控飛機，亦要選擇不同之遙控器。基本遙控器為四通道(可理解為四種動作)：油門(Throttle)、偏航(Yaw)、俯仰(Pitch)、副翼(Roll)，但也有部分為去除偏航動作，甚至簡化至二通道的入門機。如要為飛機增添多餘動作，例如起落架、襟翼等，則相對使用更多通道之遙控器。對於引擎動力遙控飛機，遙控器上亦有熄火開關，以防止降落滑行後或是有緊急狀況時可以將引擎熄火，避免發生傷害事件(電動飛機亦可設定油門鎖定)。
目前中高階遙控器功能多樣，包含微調記憶、動作大小、陀螺儀控制等，均可以遙控器操作。

#### 接收機
接收機是接收遙控器訊號的設備，大小約如火柴盒大。接收機將搖控器發射之訊號接收後，經過處理以控制飛機動作。接收機需配合遙控器，假如遙控器六動，接收器四動，則遙控器剩下兩動則均無功能。

#### 伺服機
伺服機是受接收機控制，調整升降舵、方向舵、副翼等各舵面的設備。隨著飛機大小的不同，有各種不同的規格。伺服機的用途不只是控制舵面，舉凡遙控模型有任何動態上的要求（起落架等），均可以伺服機作為動作來源。伺服機的品牌有: SERVOKING, FUTABA, JR, HITEC, SAVOX...etc.

## 動力提供

### 木精
木精即工業用酒精，必須再以適當比例混合蓖麻油或合成潤滑劑作為潤滑用，並加入硝基甲烷（5%~30%）以輔助燃燒及增加功率，有廠商專門製作。

### 汽油
台灣以使用92無鉛汽油為主，二行程在燃料加入油箱前須以一定比例添加二行程引擎專用機油，四行程則須視引擎設計來決定潤滑油的添加方式，

### 噴射引擎用油
噴射引擎使用航空煤油。有專門廠商製作。

### 電池
遙控飛機常使用的充電電池有鎳鎘電池、鎳氫電池及鋰電池三種。單位重量所儲存的電能以鎳鎘電池最低，鎳氫電池次之，而鋰電池能量儲存量最高。
早期遙控飛機所使用之鎳氫、鎳鎘充電電池組均存在重量重、容量低的缺點，尤其鎳氫、鎳鎘電池芯單顆額定電壓1.2V，要達到遙控飛機電壓基本要求（7.2V~9.6V），需6~8顆串聯使用，此電池組對於對重量錙銖必較的電動馬達遙控飛機來說，實為一大問題所在。
之後有遙控飛機廠商推出使用傳統鋰電池芯為材料的電池組，傳統鋰電池芯單顆額定電壓為3.7V，要達到遙控飛機基本要求，僅需2~3顆電池芯串聯，整體電池組重量相對於傳統鎳氫、鎳鎘，已經減輕不少，但是鋰電池由於其對於充電方式有一定要求，如果無法達到要求，則電池有膨脹發熱爆炸的疑慮，因此早期使用鋰系電池，常有相關事故消息傳出。
傳統鋰離子電池由於安全性欠佳（充電方式），目前主流為最新一代的鋰聚合物電池，特性與鋰離子電池相近，但是因為採用軟性包裝的方式，重量較鋰離子電池輕許多。如遇到充電方式不當，鋰聚合物僅會膨脹發熱（但若充電電壓過高，則也有燃燒可能），但因採軟性包裝之故，不會爆炸，安全性提高不少。
早期鋰聚有放電能力不足的問題，但是目前有專門針對遙控模型所生產的高放電能力鋰聚合物電池。鋰聚合物電池專用充電器近年之發展突飛猛進，價格亦越來越低，使電池驅動之遙控飛機，漸漸有取代使用引擎動力的趨勢。

## 遙控頻率
遙控頻率基本格式為XX.XXX，單位為Mhz（百萬赫茲），各國對於可用頻率均有管制，台灣為72Mhz，如果使用規定以外的主頻，則有觸法的疑慮。
實際運用時，在72.010~72.990 MHz的範圍內，以20 KHz為間隔，切割出50個頻道，各頻道分別有專用石英震盪器及編號。72.010 MHz為01號頻、72.030 MHZ為02號頻，以此類推，至72.990 MHz為50號頻為止。遙控器和接收機之頻率必須相同，否則二者之間將無法操控。
此外，目前市面上有兩大主流遙控器生產廠商：FUTABA及JR，兩者不能通用，譬如FUTABA的遙控器、JR的接收機，就算頻率相同，但是因為編解碼方式各異，所以若非專為相容性而設計的副廠接收機，則無法互相配對操控。
另外，目前新興之2.4Ghz寬頻遙控器，正方興未艾。使用此2.4Ghz規格之遙控器，可以避免同一飛場發射機互相干擾的問題，且操作反應速度較傳統窄頻無線技術快速。但因無線電編碼、及跳頻技術關係，使用某廠出品之發射機，就必須使用該廠之接收機，不再有廉價之副廠接收機可以代用了。

## 相關
- 無人飛行載具
- 空拍機
- 遙控車
- 遙控船
- 遙控飛機、四轴飞行器及遙控直升機
- 遙控機械人

1. ↑  .   [2023-08-23]. （原始内容存档于2023-08-23）.